# Blaise Küttel
Pour les articles homonymes, voir Küttel.
Blaise Küttel, né le 6 décembre 1888 et mort à Renens le 14 décembre 1956, est un taxidermiste vaudois.

## Biographie
Préparateur dans des cabinets de naturalistes à Zurich et Aarau, Blaise Küttel est nommé taxidermiste au musée cantonal de zoologie de Lausanne en 1913 et il exercera jusqu'à sa retraite en 1945. Il est l'adjoint du conservateur Paul Murisier qui lui rend hommage dans la Feuille d'Avis de Lausanne du 5 novembre 1938. 
Blaise Küttel restaure les animaux mal conservés et les met en valeur grâce à ses talents de taxidermiste mais aussi de « calligraphe pour faire des étiquettes qui permettent aux enfants de constater l'ignorance des parents, de menuisier pour faire des cadres ou des supports, de peintre pour redonner de la couleur aux écailles des poissons et des reptiles, pour brosser une toile de fond », etc. 
C'est lui qui, avec l'aide de son fils et futur successeur Eugène, a naturalisé le rhinocéros noir acheté en 1937 à un chasseur tout disposé à « tirer d'autres beaux spécimens de la faune du Kenia » pour les vendre au musée. Autre temps, autres mœurs!

## Sources
- « Blaise Küttel », sur la base de données des personnalités vaudoises sur la plateforme « Patrinum » de la Bibliothèque cantonale et universitaire de Lausanne.
- Dossier ATS/ACV